# 녹정기 2
《녹정기 2 - 신룡교》(Royal Tramp II, 鹿鼎記 II: 神龍敎)는 홍콩에서 제작된 정소동 감독의 1992년 영화이다. 주성치 등이 주연으로 출연하였고 향화승 등이 제작에 참여하였다.

## 출연

### 주연
- 주성치
- 임청하
- 장민
- 구숙정
- 이가흔

### 조연
- 진백상
- 유송인
- 나란
- 탕진업
- 원결영
- 진패
- 오군여
- 오맹달
- 서금강
- 원자오룬
- 진덕용
- 임세관
- 마해륜

## 기타
- 의상: 해중문
- 무술연출: 정소동